# Yarinacocha-tó
A Yarinacocha-tó (spanyolul: Laguna (de) Yarinacocha) a perui Ucayali folyó holtága. Neve a sipibó és a kecsua nyelv egy-egy szavából származik: előbbin a yarina egy olyan pálmafajta neve, amelynek leveleivel a házak tetejét szokták befedni, utóbbin a cocha jelentése „tó”.

## Leírás
A tó Peru középső részén, Ucayali megye középpontjából északnyugatra található a megyeszékhely, Pucallpa mellett. Mivel az Ucayali folyóból lefűződött holtágról van szó, ezért alakja hosszú, keskeny és görbe.
Vízállása, és ezzel együtt mérete is változik az év során: decembertől áprilisig, amikor több eső hull, a vízszint megemelkedik: ekkor jobban hajózható, viszont a következő hónapokban fürdésre, horgászásra és akár vízisíelésre is alkalmas, kékes vizű partszakaszok alakulnak ki. A tó jelentős turisztikai célpont, a környéken élő mintegy 3000 indián és a szomszédos nagyváros lakói közül többek számára ez biztosítja a megélhetést. Partjain két szálláshely is felépült: az El Pandisho és a La Cabaña.
A tónak és környékének gazdag élővilága van, legérdekesebb állatai a folyamidelfinek.
Egy legenda szerint a tó úgy keletkezett, hogy egy sellő, mivel egy ember-férfi iránti szerelme nem teljesedhetett be, sírni kezdett, és olyan sokat sírt, hogy könnyeiből tó duzzadt. Egy másik változat szerint nem sellőről, „csak” egy egyszerű indián lányról volt szó, akinek még a neve is ismert: Nadianré, és ő is beteljesületlen szerelme miatt sírt.

## Képek

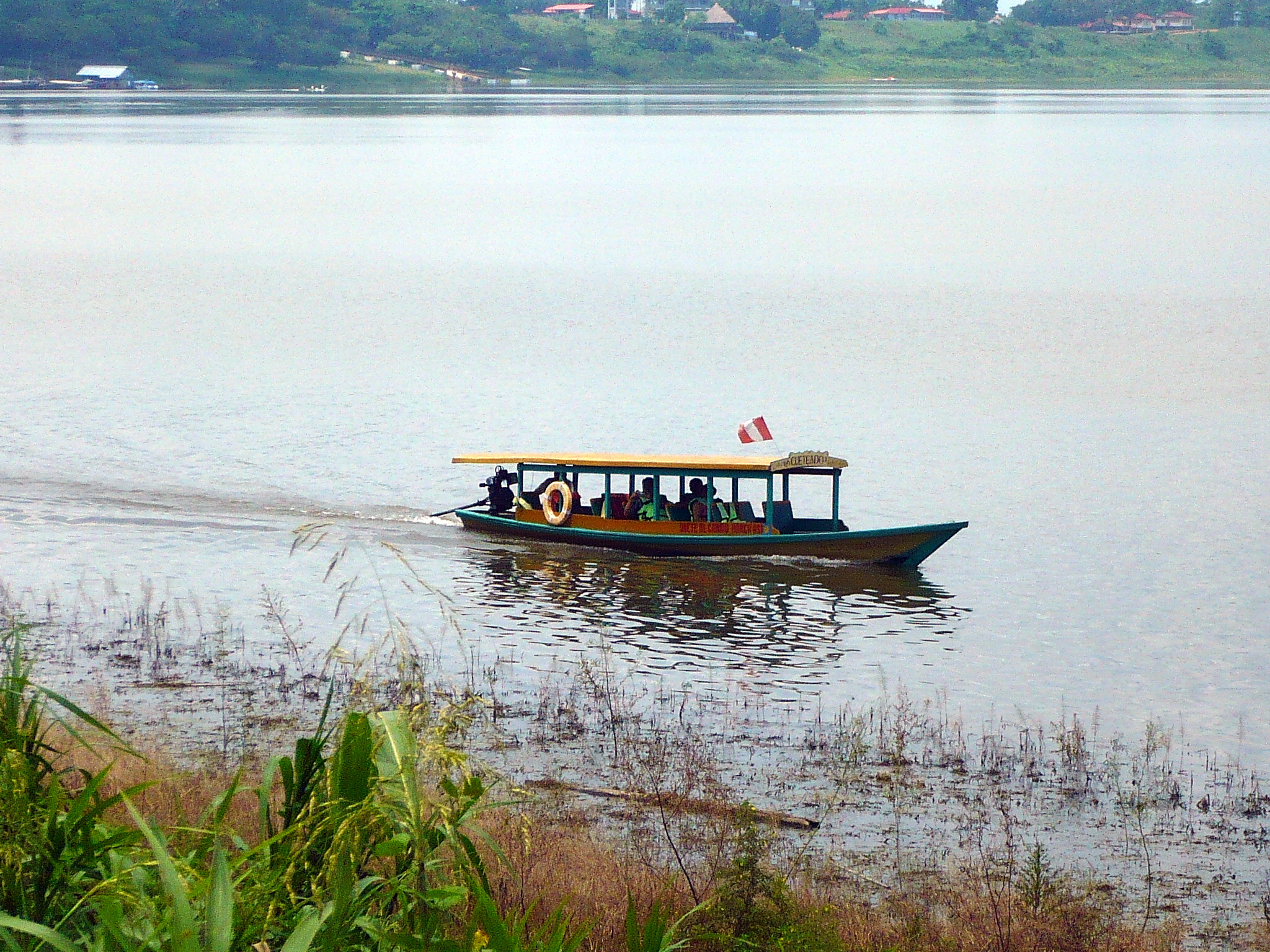
Hajó a tavon
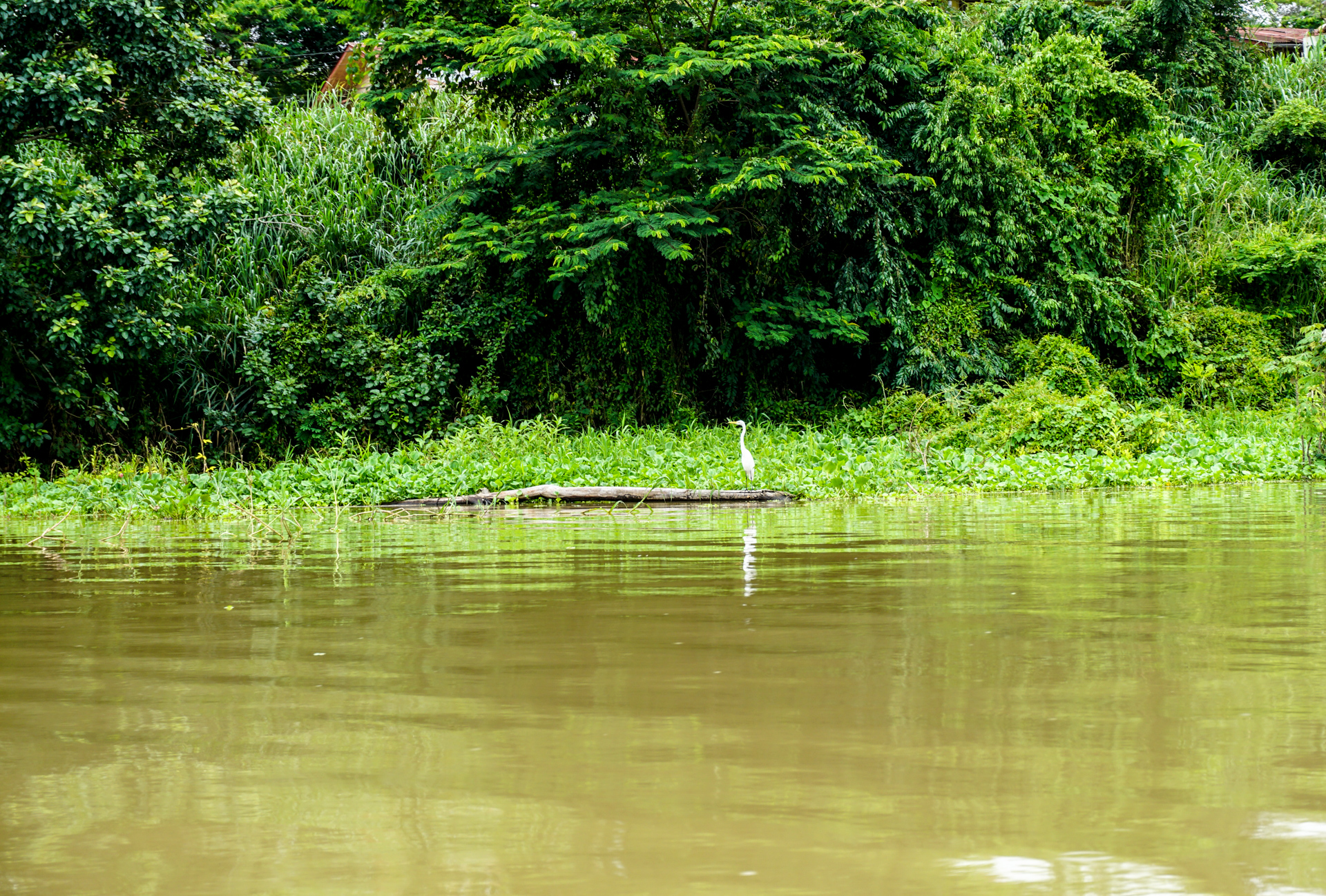
Partvidék
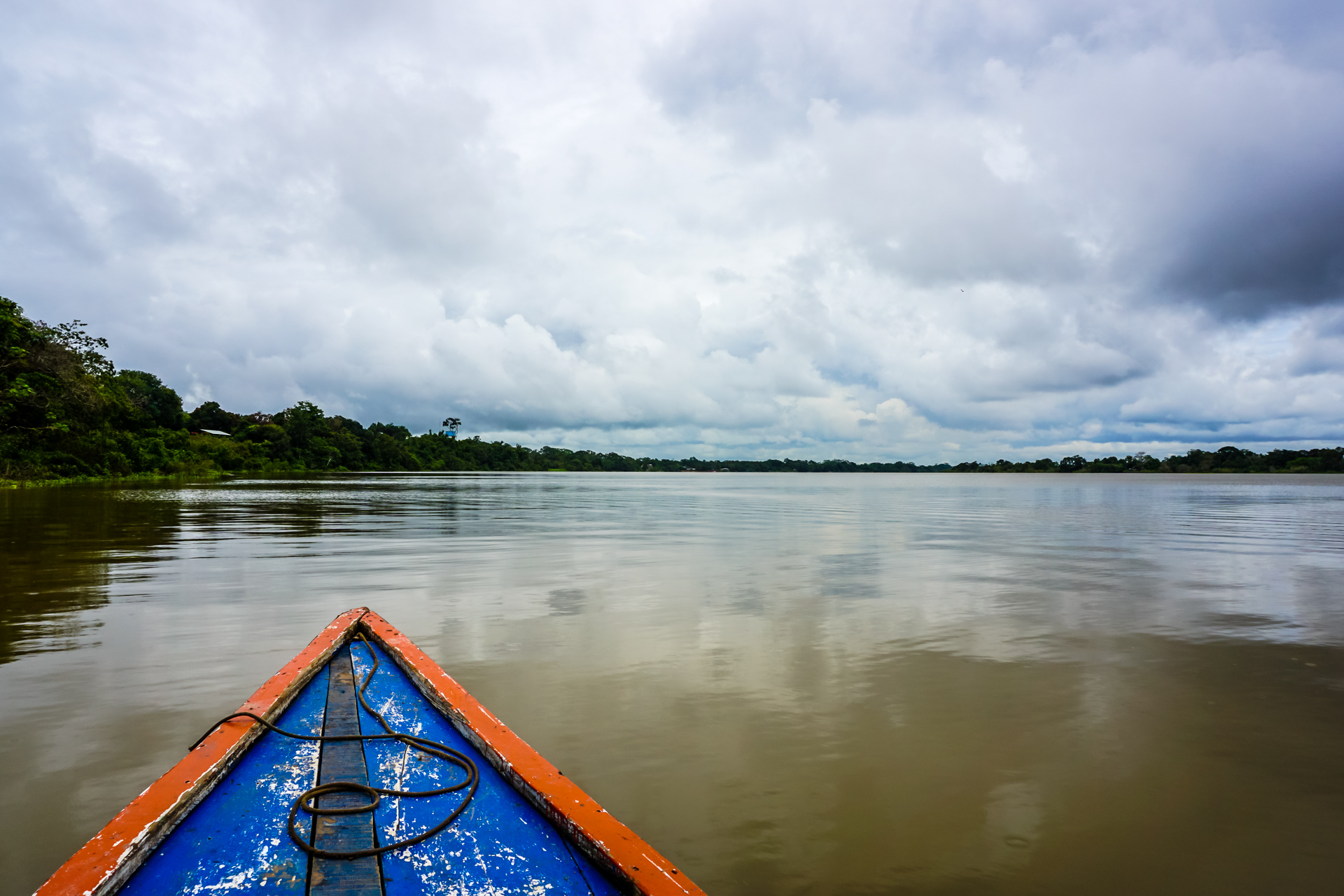
Csónak
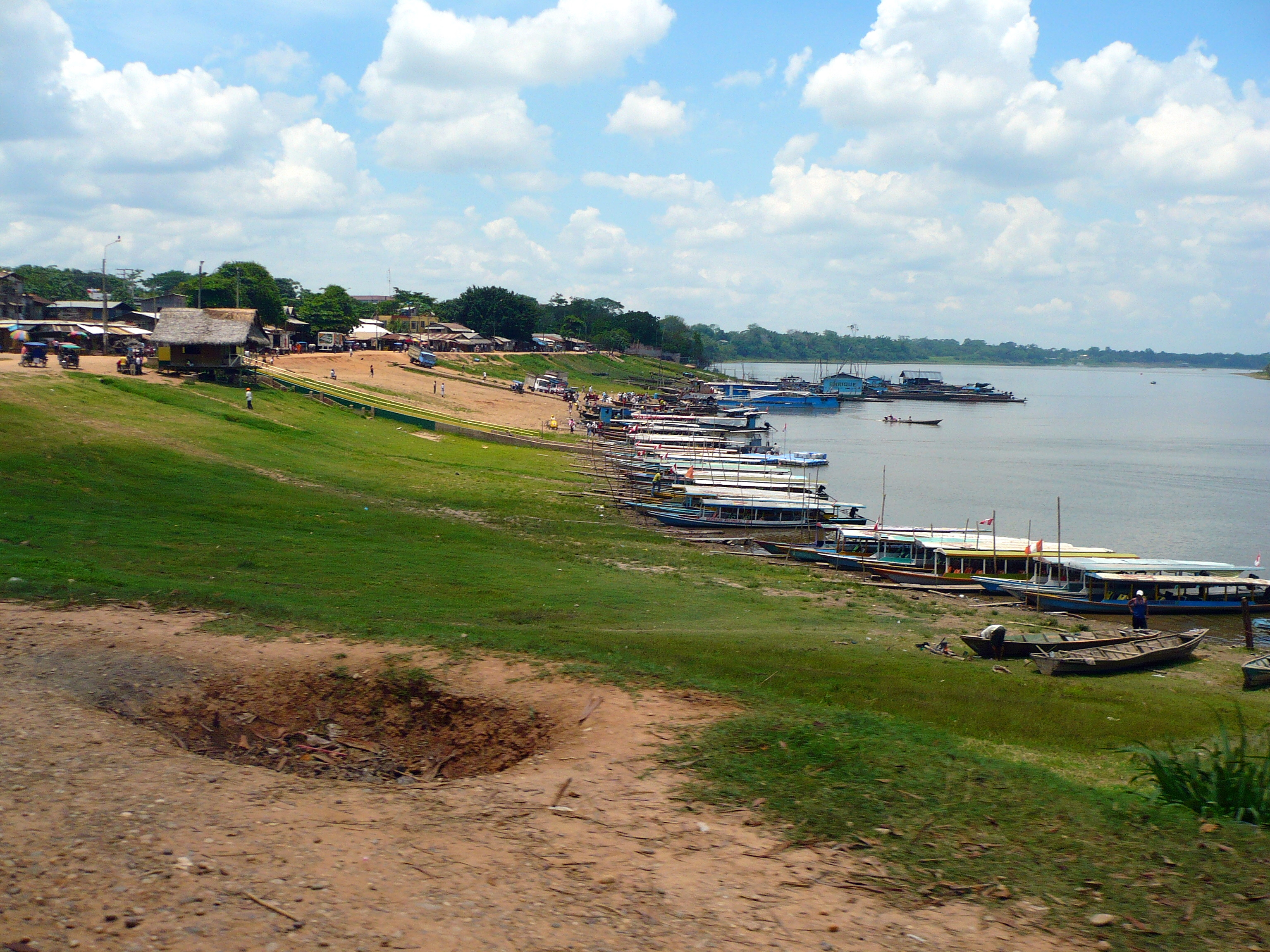
Kikötő